# Tündérkert – Kísértések kora

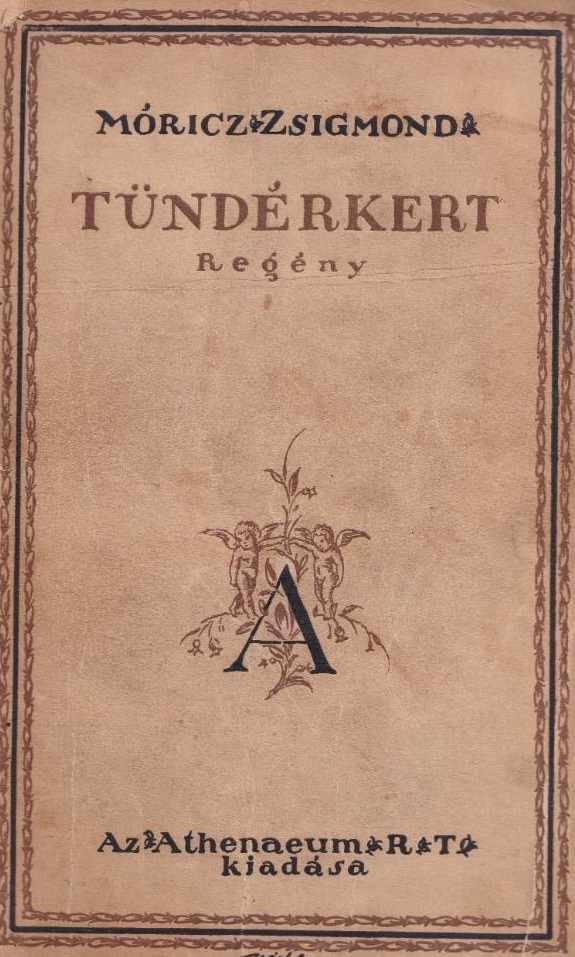
A televíziós sorozat alapjául szolgált Móricz regény 1922-es első kiadása

A Tündérkert – Kísértések kora című televíziós sorozat Móricz Zsigmond Erdély-trilógiájának első kötetéből, a Tündérkert című regényből készült. A sorozat vezető írói Bereményi Géza és Tasnádi István voltak. 2023. október 13-án mutatták be a Duna Televízióban.
A sorozat összességében vegyes fogadtatásra talált a nézők és a kritikusok előtt: sokan méltányolták a kivitelezést, a színészek teljesítményét és a jeleneteket, ugyanakkor sok elmarasztalást is kapott az alkotás az erős (néhol erőltetett) szexuális tartalom vagy egy-egy kevésbé hatásos alakítás miatt.

## Cselekmény
A 17. század elejére a darabokra szakadt országot nyugatról a Habsburgok, dél-keletről a törökök szorongatják. A két hatalmas birodalom közé ékelődött be a magyarság utolsó még valamennyire szabad bástyája: Erdély.
A békét megtartani  Erdélyben azonban nem egyszerű. Az előzményekben sejthetően gyilkos harc folyt a trónért, amiből a fiatal és vakmerő, de amúgy felelőtlen és akarnok - és nem utolsó sorban - nőfaló Báthory Gábor kerül ki győztesen. Báthory hátországa szélesnek tűnik: a család ősi és legendás, mögötte ott áll a híres, hírhedt nagynéni – a később Európa-szerte rossz hírű vagy azzá tett –  Báthory Erzsébet; és ott van idősebb, megfontolt s művelt "mestere", Bethlen Gábor. Erdély három nemzete, a magyar, a székely és a szász abban reménykedik, hogy Báthory talán végre elhozza a sokat szenvedett kis ország számára a békét.
Báthory tehát, Erdély új fejedelme 1608-ban elfoglalja trónját Kolozsváron. Vele van szeretett húga,  Anna, mögötte áll félve csodált nagynénje, Báthory Erzsébet, de a fiatal fejedelmet gyanakvás és bizalmatlanság fogadja. Bethlen próbálja csitítani a konfliktusokat, de sikertelenül. Báthorynak nem csupán fejedelemként kellene helyt állnia, hanem férjként is, s leginkább megfontolt politikusként kellene megnyilvánulnia, aki gyarapítja szövetségesei sorát.
Ebben a világban elég egy pillanat, hogy a barátból ellenség váljon. Hamarosan kiderül, hogy az egyik oldalon ott áll Báthory Gábor, vagyis a szenvedély, a nagyravágyás, a nagy indulatok és a konfliktusok meggondolatlan, s rögtönöző embere.  Mindezekkel lassan szembefordulva ott találjuk a higgadt, művelt Bethlent, aki elvek és tapasztalat alapján dönt, legyen szó szerelemről vagy politikai állásfoglalásról.
Báthory Gábor azonban elszántan tör előre, a maga útját járja: nem a kívánt békét és harmóniát akarja, hanem harcot és vért, hatalmat és függetlenséget. Visszaszerezni Erdély rég elvesztett dicsőségét - bármilyen áron. Szembeszegül a nagyhatalmi érdekekkel és az őket kiszolgáló belső ellenséggel, ám közben saját démonaival is meg kellene küzdenie. A fiatal fejedelem a hatalom, az dorbézolások és a asszonyok szorításában vergődve azonban egyre inkább magára marad, főleg, amikor nyíltan is szembefordul a békepárti Bethlen Gáborral. A mentor és tanítványa egymás halálos ellenségévé válik, a nyugodt erő és a féktelen szenvedély egymásnak feszül. A két rivális pedig hamarosan már nem csupán a családi, dinasztikus, hanem a hatalmi színtéren is megküzd... A tét a háttérben hatalmas, hisz itt, Erdélyben dőlhet el  a magyarság megmaradása is.

## Gyártás

### NFI-s finanszírozás
A Nemzeti Filmintézet 2020-tól kezdve a magyar tévés projekteket nemcsak adókedvezményekkel támogatta (amelyet minden Magyarországon forgatott produkció igényelhetett), hanem magyar televíziós produkciókat fejlesztett és nagy részben finanszírozott is.
A korábbi magyar tévésorozatos NFI-s projektekhez képest, – amelyek vagy negatív (Aranybulla) vagy kevés sajtóvisszhangot kaptak (Legyetek szeretettel, Cella – Letöltendő élet)  – ez volt az első, amely 1 milliárd Ft feletti közvetlen támogatást nyert el. A tévésorozat az NFI-től több mint 2,3 milliárd Ft, az MTVA-tól 107 millió Ft gyártási támogatást kapott, a produkció költségvetése a 30%-os filmes adókedvezménnyel együtt 3,6 milliárd Ft volt.

### Forgatás
A sorozatot 95 forgatási napon, 11 különböző helyszínen vették fel, 21 napot a föld felszíne alatt forgattak. Több mint 70 színész szerepelt benne, ebből legalább 15 erdélyi volt. A produkcióban összesen több mint 1600 statiszta és kaszkadőr dolgozott. A forgatás során egyes jeleneteknél intimitás-koordinátor segítségét is igénybe vették.
A sorozat történész szakértője Oborni Teréz volt.

## Szereplők

### Főszereplők
| Szerep                  | Színész             | Leírás                                                          |
| ----------------------- | ------------------- | --------------------------------------------------------------- |
| Báthory Gábor           | Katona Péter Dániel | Erdélyi fejedelem.                                              |
| Bethlen Gábor           | Bokor Barna         | Főkapitány, Báthory tanítója.                                   |
| Báthory Erzsébet        | Szamosi Zsófia      | Báthory Gábor nagynénje.                                        |
| Báthory Anna            | Szőke Abigél        | Báthory Gábor húga.                                             |
| Palotsai Anna           | Dobos Evelin        | Báthory Gábor felesége.                                         |
| Károlyi Zsuzsanna       | Balsai Móni         | Bethlen Gábor felesége.                                         |
| Török Kata              | Gáspár Kata         | Báthory Gábor unokatestvére, Erdély leggazdagabb nagybirtokosa. |
| Bánffy Dénes            | Kálloy Molnár Péter | Nagyhatalmú földesúr.                                           |
| Géczy András            | Rajkai Zoltán       | Okos nemesúr.                                                   |
| Imreffy János kancellár | Pataki Ferenc       | A kancellár és Báthory Gábor bizalmasa.                         |
| Imreffyné Iffjú Kata    | Parti Nóra          | A kancellár felesége, Báthory Gábor szeretője.                  |
| Nagy András             | Pál D. Attila       | A hajdú sereg főkapitánya.                                      |
| Weiss Mihály            | Henn János          | Brassói főbíró.                                                 |
| Thurzó György           | Zayzon Zsolt        | Magyar nádor.                                                   |

### További szereplők
- Bessenyei Emma – Öregasszony
- Bojári Zsolt – Szász kislány apukája
- Boros Bence – Szilassy János
- Bosnyák Tímea – Szolgálólány
- Csabai Balázs – Kocsmai mulatozó
- Czapár Andrea – Asszony
- Cseke Lilla Csenge – Fiatal koldusnő
- Csernai Mihály – Alacsony börtönőr
- Csiby Gergely – Angyal Gergely
- Dér Denisa – Komorna
- Dér Mária – Széki parasztlány
- Dimény Áron – Schreiber főbíró
- Dimény Levente – Foktűi Máté
- Dudás Abigél – Bethlen lánya, Orsika
- Dudás István – Kocsmai mulatozó
- Dunai Ágota – Vízhordó lány
- Éder Enikő – Darbúlia Anna
- Elek Ferenc – Kelemen
- Galló Ernő – Csejtei lelkész
- Hárs Bonca – Bethlen fia, Gáborka
- Horváth András Dezső – Írnok
- Kapácsy Miklós – Szász gyümölcsárus
- Kardos Kíra – Szász leányka
- Krizsik Alfonz – Süveges férfi
- Kuna Maja – csejtei parsztlány
- Lábodi Ádám – Kendi István
- Ladányi Júlia – Kendiné
- László Gáspár – Vékonydongájú szász
- Lazók Mátyás – Falusi legény
- Lőrincz András Ernő – Hóhér
- Lukács Dániel – Kamuthy Farkas
- Madarász Emma – Felszolgáló
- Makay Andrea – Szakácsnő
- Mario Cossu – Itáliai festő
- Mázár Péter – Kocsmai mulatozó
- Mester Máté – Cipészmester fia
- Mészöly Anna – Niczuly Sára
- Molnos András Csaba – Basa János
- Moșu Norbert László – Dévai várkapitány
- Müller Júlia – Kocsmárosné
- Nagypál Gábor – Csausz
- Németh B. Kristóf – Kornis Boldizsár
- Nevigyánszky Márton – Csuklyás alak
- Nyakó Júlia – Bebekné
- Nyomárkay Zsigmond – Szilassy Pál
- Osváth Judit – Kornisné
- Ördög Miklós Levente – Szebeni albíró
- Papp László – Pap
- Pálffy Tibor – Iszkender pasa
- Pálinkás Barbara – Kocsmai örömlány
- Páll Gecse Ákos – Magas börtönőr
- Pethes Zsuzsa – Idős asszony
- Rohonyi Barnabás – Dékány Miklós
- Spilák Klára – Nyári Pálné
- Spolarics Andrea – Sára
- Székely B. Miklós – kocsis
- Szitás Barbara – Asszony
- Takács Péter – Kocsmai mulatozó
- Takátsy Péter – Széki nemesúr
- Urmai Blanka – Szolgálólány
- Varga Tamás – Parasztember
- Vándor Tóth Zoltán – Cipészmester
- Váry Károly – Orvos
- Volk Dóra – Szász kislány

## Epizódok
| #  | Cím                   | Rendező         | Író                                                                   | Premier            |
| -- | --------------------- | --------------- | --------------------------------------------------------------------- | ------------------ |
| 1. | A sárkány elszabadul  | Madarász István | Bereményi Géza, Horváth András Dezső és Tasnádi István                | 2023. október 13.  |
| 2. | A sötét úrnő          | Madarász István | Bereményi Géza, Jeli Viktória, Horváth András Dezső és Tasnádi István | 2023. október 13.  |
| 3. | Az áruló jutalma      | Madarász István | Bereményi Géza, Horváth András Dezső és Tasnádi István                | 2023. október 20.  |
| 4. | A megcsúfolt egyezség | Madarász István | Bereményi Géza, Horváth András Dezső és Tasnádi István                | 2023. október 27.  |
| 5. | A megmentett ellenség | Madarász István | Bereményi Géza, Jeli Viktória, Horváth András Dezső és Tasnádi István | 2023. november 3.  |
| 6. | A félhold hatalma     | Madarász István | Bereményi Géza, Jeli Viktória, Horváth András Dezső és Tasnádi István | 2023. november 10. |
| 7. | Vért a trónért        | Madarász István | Bereményi Géza, Horváth András Dezső és Tasnádi István                | 2023. november 17. |
| 8. | Az elsötétült Erdély  | Madarász István | Bereményi Géza, Horváth András Dezső és Tasnádi István                | 2023. november 24. |

## Nézettség
A dupla részes premier első epizódját 176 ezren nézték meg. Ezzel a héten a Duna tévécsatorna 7., országosan a 30. legnézettebb műsora lett. A harmadik rész már csak 85 ezer alatti nézettséget ért el.
Bár az év végi dupla részes ismétlés jobb számokkal indult (189 ezer), mint a sorozatpremier epizód, de ugyancsak folyamatosan csökkenő nézettséggel sugározták.

## Fogadtatás
A sorozat készítőit sokan kritizálták, mivel többen a Tündérkertet is próbálták a Trónok harca c. nagy sikerű amerikai sorozathoz mérni. Rendkívül rossz tapasztalatok maradtak ugyanis a 2022-es Aranybulla c. magyar televíziós sorozat után, mivel ott is az egyik főszereplő, Veréb Tamás próbált hasonló párhuzammal élni, amely részben hozzájárult a sorozat látványos bukásához. De éppúgy tudható volt ez a rendezői és színészi teljesítmény gyengeségeinek, az alkotás politikai propagandájának és számtalan rossz kivitelezésnek valamint történelmi tévedéseknek.
Ennek ellenére a Tündérkert mégsem produkált olyan negatív végeredményt, mint az Aranybulla-sorozat, mivel a két alkotás értékelése is nagymértékben eltér az Internet Movie Database weboldalán: az Aranybulla a mai napig tartja a rekord alacsony 1,1 csillagos értékelést, amivel maga mögé utasított több, korábban megbukott filmalkotást. Vele ellentétben a Tündérkert jelenlegi értékelése 6 csillag körül mozog, amely az átlagot meghaladó pozitív értékelést jelenti a weboldalon, míg egyes epizódok értékelése ezt jóval meghaladja.
- Vig György: Akár be is fóliázhatnák a Tündérkertet  (Index)
- Klág Dávid: Ez a visegrádi várjáték rettentő kanos (Telex)
- Pataki Sára: Mese felnőtteknek a kísértések korából (Képmás)
- Szilágyi G. Gábor: Gyilkos harc a fejedelmi trónért (Blikk)
- A magyar történelem örökös kérdése: Higgadtak legyünk vagy szenvedélyesek?(Maszol)
- Pataki Tamás: Meg kell nézni a Tündérkertet (Demokrata)
- Benke Attila: Tündérkert S01E01-02 - Kritika (IGN Hungary)
- Baski Sándor: Intrika, erotika, politika - Ilyen lett a Tündérkert (port.hu)
- Vigh Martin: Tündérkert - ilyennek láttuk az 1-2. részt (Puliwood)
- Bede Emőke: A Dunán dupla epizóddal, Szatmárnémetiben közönségtalálkozóval indított a Tündérkert (szatmar.ro)
- A véres grófnő garantálja a rettegést a Tündérkert nézői számára (Origo)
- Ez a magyar Trónok harca? – Megnéztük a Tündérkert első két részét (Szeretlek Magyarország)
- Desmond Wallace: Pilot: Tündérkert (Sorozatjunkie)
- Bodnár Judit Lola: Nincs annyi meztelen test, amennyi menővé tenné a Tündérkertet (24.hu)
- Ficsor Benedek: Tündérkert-sorozat: szekunder szégyenből nem lesz nemzeti büszkeség (Magyar Hang)
- Alakul a Tündérkert (Magyar Nemzet)
- Helmeczi Benjamin: Megnéztük a Tündérkert első évadját, de tényleg nevezhető ez a sorozat a magyar Trónok harcának? (promotions.hu)
- Papp Attila Zsolt: Magyar Trónok harca, erdélyi Szulejmán vagy másvalami? (filmtett.ro)
- Barna Benedek: A Tündérkert sorozat elhozta nekünk a székely Joffrey Baratheont (www.roboraptor.hu)

## Díjai
- Magyar Mozgókép Díj (2024)[29]
  - Legjobb televíziós sorozat (2024)[29]
  - Legjobb maszk (2024) – Tóth Anikó[29]